# سبت (تیارت)
سبت (به عربی: السبت) یک شهرداری در الجزایر است که در استان تیارت واقع شده‌است.